# Neopodoctis
Neopodoctis – rodzaj kosarzy z podrzędu Laniatores i rodziny Podoctidae.

## Występowanie
Przedstawiciele rodzaju to gatunki endemiczne dla Sri Lanka.

## Systematyka
Opisano dotąd tylko 2 gatunki:
- Neopodoctis ceylonensis Roewer, 1912
- Neopodoctis taprobanicus (Hirst, 1912)